# Richard Bach
Richard David Bach (* 23. Juni 1936 in Oak Park, Illinois) ist ein amerikanischer Schriftsteller und Pilot.

## Leben
Bach begann im Alter von 17 Jahren zu fliegen. Ein Jahr später begann er mit einer Ausbildung zum Piloten bei der US-amerikanischen Luftwaffe. Er flog T-33, F-86F und verließ die Luftwaffe 1958 als Second Lieutenant. Anschließend war er auf Flugshows, in Filmen als Stuntman (z. B. Manfred von Richthofen – Der Rote Baron) und als Fluglehrer tätig.
Neben seinen Tätigkeiten veröffentlichte er Aufsätze über das Fliegen, wobei er sich mit dem Thema jedoch nicht nur technisch, sondern auch emotional und persönlich beschäftigte.
Sein erstes Buch Die Möwe Jonathan von 1970 gilt heute als Kultbuch. Laut Publishers Weekly wurde das Buch fünf Jahre nach seiner Veröffentlichung über neun Millionen Mal verkauft. Bis April 1992 stieg die Zahl der verkauften Exemplare auf 30 Millionen.
Man darf Bachs Gesamtwerk aber keinesfalls auf dieses Buch reduzieren. In seinen späteren Romanen setzt er sich nicht nur zunehmend intensiv damit auseinander, worin die Faszination des Fliegens besteht und wie sie sich auf ihn auswirkt, sondern kommt ausgehend von fliegerischen Erlebnissen auch auf ganz andere, teils metaphysische Themen, etwa die Macht der Hypnose über die Realität in „Der Pilot“.

## Werke
- Meine Welt ist der Himmel (Stranger to the Ground). Rütten & Loening, München 1965, ISBN 978-3-5482-4508-9
- Die Möwe Jonathan (Jonathan Livingston Seagull). Ins Deutsche übertragen von Jeannie Ebner. Ullstein, Berlin/Frankfurt/Wien 1970 
  - D’ Möwe Jonathan. Auf Berndeutsch von Barbara und Markus Traber, Hugendubel, Kreuzlingen 2007, ISBN 978-3-7205-3028-6
- Glück des Fliegens (A Gift of Wings). Ullstein, Berlin/Frankfurt/Wien 1975, ISBN 9783548236766
- Vagabunden der Lüfte. Mit Doppeldecker und Schlafsack durch die USA (Nothing by Chance). Ullstein, Berlin/Frankfurt/Wien 1977, ISBN 9783548233635
- Illusionen. Die Abenteuer eines Messias wider Willen (Illusions: The Adventures of a Reluctant Messiah). Ullstein, Berlin/Frankfurt/Wien 1978, ISBN 9783550074776
- Der unsichtbare Ring (There's No Such Place as Far Away). Ullstein, Berlin/Frankfurt/Wien 1982, ISBN 9783548231617
- Brücke über die Zeit (The Bridge Across Forever). Ullstein, Berlin/Frankfurt/Wien 1984, ISBN 9783548222783
- EinsSein. Eine kosmische Reise. Roman (One). Goldmann, München 1990, ISBN 3442305543
- Heimkehr. Ein Abenteuer des Geistes (Running from Safety). Ullstein, Berlin/Frankfurt/Wien 1995
- Auf den Flügeln der Träume (Out of My Mind). Ullstein, München 2000
- Die Frettchen-Chroniken (The Ferret Chronicles, fünf Bände)
  - Frettchen zur See (Rescue Ferrets at Sea). Ullstein, München 2002
  - Frettchen in den Lüften (Air Ferrets Aloft). Ullstein, München 2003
- Der Pilot (Hypnotizing Maria). Allegria (Ullstein), Berlin 2010
- Travels with Puff. Nice Tiger, Reno NV 2013